# Bibliothèque universitaire Mohamed-Sekkat
 (novembre 2022).
Si vous disposez d'ouvrages ou d'articles de référence ou si vous connaissez des sites web de qualité traitant du thème abordé ici, merci de compléter l'article en donnant les références utiles à sa vérifiabilité et en les liant à la section « Notes et références ».
Pour les articles homonymes, voir Sekkat.
La bibliothèque universitaire Mohamed-Sekkat (BUMS) est une bibliothèque universitaire de Casablanca. Elle a été créée en 2006 en hommage Mohamed Sekkat[Qui ?]. Elle se situe Route d'El Jadida (face à la Faculté des sciences juridiques, économiques et sociales de Casablanca) et elle est sous la tutelle de l'université Hassan-II de Casablanca.
La Fondation Sekkat a mis, par ailleurs, à la disposition de la BUMS, la bibliothèque personnelle de Haj Mohamed Sekkat. Cette bibliothèque prestigieuse contient 550 manuscrits et plus de 1600 lithographies et livres anciens. La bibliothèque a reçu également en don d'autres manuscrits et livres notamment de la part de Bouchaib Foukar et Abdelsslam Mansouri. Ce patrimoine d’une grande valeur a été numérisé par la Bibliothèque nationale du Royaume du Maroc.
Ce fonds est consultable sur le site de la bibliothèque universitaire Mohamed-Sekkat.